# Трпишовский, Йиндржих
Йиндржих Трпишовский (чеш. Jindřich Trpišovský; 27 февраля 1976, Прага, ЧССР) — чешский футбольный тренер.

## Карьера
Никогда не играя профессионально в футбол, Трпишовский начал тренерскую карьеру с самых низов. Постепенно ему удалось подняться в чешскую элиту. В 2015 году он возглавил клуб «Слован» (Либерец).
22 декабря 2017 года специалист был назначен на пост одного из сильнейших клубов страны «Славия» (Прага). С ходу ему удалось привести команду к победе в Кубке Чехии.
В Лиге Европы 2018/2019, выбив в 1/8 финала одного из фаворитов турнира «Севилью», тренер сумел довести команду до 1/4 финала, где проиграл лондонскому «Челси».

## Достижения
- Чемпион Чехии (3): 2018/19, 2019/20, 2020/21
- Обладатель Кубка Чехии (3): 2017/18, 2018/19, 2020/21
- Обладатель Чехо-словацкого Суперкубка: 2019
- Итого: 7 трофеев